# Hoefijzerslang
De hoefijzerslang (Hemorrhois hippocrepis) is een slang uit de familie van de toornslangachtigen (Colubridae).

## Naam en indeling
De wetenschappelijke naam van de soort werd voor het eerst voorgesteld door Carl Linnaeus in 1758. Oorspronkelijk werd de wetenschappelijke naam Coluber hippocrepis gebruikt. De slang werd later aan andere geslachten toegekend, zoals Natrix, Periops, Calopeltis en Zamenis. Lange tijd werden er twee ondersoorten onderscheiden maar de voormalige ondersoort Hippocrepis hippocrepis nigrescens (Cattaneo, 1985) wordt tegenwoordig niet meer erkend.
De soortaanduiding hippocrepis betekent vrij vertaald hoefijzer (letterlijk paarden (hippo) schoen (krepis)).

## Uiterlijke kenmerken
Het is een slang met een vrij gespierd lichaam en een lange, smalle staart. De kop is goed te onderscheiden van het lichaam door de aanwezigheid van een duidelijke insnoering. De ogen zijn relatief groot en hebben een ronde pupil. Aan weerszijden van de nek zijn langwerpige, donkere vlekken aanwezig die doen denken aan een hoefijzer, hieraan is de naam te danken. De lengte van de volwassen dieren varieert van 1,4 tot maximaal twee meter. De bovenzijde heeft een geelachtige tot roodachtige kleur met donkere vlekken, vaak met een zwarte rand. De buik is geel tot oranje met aan de zijkanten wat vlekjes.

## Verspreidingsgebied
De soort komt voor in delen van Europa op het Iberisch schiereiland in Spanje en Portugal, behalve de noordelijkste delen, en in Gibraltar, op de Italiaanse eilanden Sardinië (zuidelijk deel) en Pantelleria, en in Noord-Afrika van Marokko, Algerije en Tunesië. In 2021 is de slang ook op Ibiza en Mallorca als invasieve soort aanwezig.

## Ecologie
De hoefijzerslang is een dagactieve slang die de voorkeur geeft aan droge en warme milieus, bij voorkeur met rotsachtig terrein. De habitat bestaat uit scrublands zoals voorkomt rond de Middellandse Zee. Ook in door de mens aangepaste streken zoals akkers, weilanden, plantages, landelijke tuinen en stedelijke gebieden kan de slang worden gevonden. De soort is aangetroffen van zeeniveau tot op een hoogte van ongeveer 2660 meter boven zeeniveau.
In de zomer legt het vrouwtje tot elf eieren. De eieren worden onder stenen of in de bodem afgezet. De jongen eten voornamelijk hagedissen, later worden ook vogels en zoogdieren buitgemaakt.

## Beschermingsstatus
De IUCN categoriseert de soort wereldwijd als niet bedreigd en de populatie is stabiel. Er zijn echter enkele lokale bedreigingen, zoals het doodmaken van de dieren uit angst voor slangen, aanrijdingen met het wegverkeer, verontreiniging van het milieu met pesticiden en het verzamelen van de slangen voor de handel in exotische dieren.